# Min onkel
Min onkel (franska: Mon oncle) är en fransk komedifilm från 1958 av Jacques Tati. Tati spelar för andra gången, efter Semestersabotören, den snälla men lite trassliga Monsieur Hulot. Filmen är en satir över det moderna samhället. Min onkel var Tatis största framgång, den vann 1958 Prix du Jury vid filmfestivalen i Cannes och ett år senare en  Oscar för bästa utländska film.
Filmen hade Sverigepremiär 29 januari 1959.

## Handling
Den nioåriga pojken Gerard bor tillsammans med sina föräldrar i ett modernt hus. Hans far är VD i en plastfabrik och hans mor är hemmafru och handhar en mängd automatiserade husgeråd som finns i hemmet. Tekniken är ibland krånglig vilket ger filmen några roliga scener. Gerards bästa vän är hans onkel, Monsieur Hulot, som lever i ett gammalt oöversiktligt hus. Hulot hämtar Gerard från skolan och de går tillsammans till Gerards unga vänner. När han slutligen kommer hem är Gerard ofta så smutsig att hans mor tar honom med handskar och tvättar honom i duschen.
Hulots syster tycker att hennes bror är en dålig förebild för Gerard. Hon vill att Hulot gifter sig med en granne och organiserar därför ett party där båda ska lära känna varandra. Hulot trasslar till det med all teknik som finns i huset och partyt slutar i kaos. Sedan får han anställning i Monsieur Arpels firma men istället för gummislangar producerar han något som liknar korvar.
För att bli av med Hulot beslutar Gerards föräldrar att han ska börja som firmans agent i utlandet. Gerard är inte glad när han måste säga hej då till sin onkel men han får till slut bättre kontakt med sin far.

## Om filmen
Filmen inspelades delvis (de gamla husen) i Saint-Maur-des-Fossés som är en förort till Paris. Det moderna huset byggdes i en filmstudio i Nice. Min onkel var Tatis första film i färg. Flera karaktärer framställdes av icke-professionella skådespelare. Den första engelskspråkiga versionen, My Uncle, producerades parallellt men den var några minuter kortare. Den var inte lika framgångsrik som den franskspråkiga versionen och senare visades även i engelskspråkiga regioner den franska versionen med undertexter.

## Utmärkelser
- 1958: Filmfestivalen i Cannes, Prix du Jury
- 1958: New York Film Critics Circle Award, bästa icke-engelskspråkiga film
- 1959: Oscar, bästa icke-engelskspråkiga film
- 1959: Le Syndicat Français de la Critique de Cinéma (SFCC), kritikernas pris
- 1960: Premios del Círculo de Escritores Cinematográficos, bästa utländska film